# Бернареджо
Бернарѐджо (на италиански: Bernareggio, на западноломбардски: Bernarèč, Бернареч) е град и община в Северна Италия, провинция Монца и Брианца, регион Ломбардия. Разположен е на 234 m надморска височина. Населението на общината е 10 501 души (към 2010 г.).
До 2004 г. общината е част от провинция Милано.